# Biar (kommunhuvudort)
Biar är en kommunhuvudort i Spanien.   Den ligger i provinsen Provincia de Alicante och regionen Valencia, i den sydöstra delen av landet, 300 km sydost om huvudstaden Madrid. Biar ligger 723 meter över havet och antalet invånare är 3 592.
Terrängen runt Biar är kuperad åt sydost, men åt nordväst är den platt. Terrängen runt Biar sluttar västerut. Runt Biar är det ganska tätbefolkat, med 90 invånare per kvadratkilometer. Närmaste större samhälle är Villena, 8,8 km väster om Biar. Omgivningarna runt Biar är i huvudsak ett öppet busklandskap.